# Osthelden
Osthelden [ɔst'hɛl.dn̩, ɔstˈhɛl.dən] ist ein Stadtteil von Kreuztal, Kreis Siegen-Wittgenstein und hat seinen Namen vom Bach Osthelde. Es liegt an der Straße von Wenden nach Kreuztal, wo die Straße mit einem scharfen Knick ins Tal hinunterführt.

## Geschichte
Osthelden ist eine der ältesten Siedlungen des Siegerlandes. Über seine Entstehung existiert keine Urkunde. Volkskulturell ist Osthelden ein moselfränkisch sprechender Ort und liegt an der Uerdinger und der Benrather Linie.
Seit wann die ersten Menschen die geschützte Mulde am Oberlauf des Ostheldener Baches als Siedlungsort nutzten, ist unklar. Der erste schriftliche Hinweis auf Osthelden findet sich im Bickenschen Mannbuch, einem Lehnsregister der Herren von Bicken. Dort heißt es (in heutigen Worten): Anno Domini 1344 – „Die Herren von Bicken (Burg Hainchen/Netphen) hatten die Zehntrechte in Osthelden und Fellinghausen dem Gobel von der Hees überlassen.“
Für das Jahr 1461 werden fünf schatzungspflichtige Personen genannt. In einer Steuerliste aus dem Jahr 1563 sind neun Haushaltungen erwähnt. Die erste genaue Karte „Markung des Dorfes Osthelden“ wurde 1720 von Erich Philipp Ploennies angefertigt.
Von den 28 Gebäuden, die im Urkataster von 1834 eingezeichnet sind, sind 24 Wohngebäude. Das älteste noch erhaltene Haus in Osthelden – 1657 erbaut – wurde im Jahre 2003 abgerissen.
Bis zur kommunalen Neugliederung in Nordrhein-Westfalen am 1. Januar 1969 war Osthelden eine selbstständige Gemeinde, zu der auch der heutige Kreuztaler Stadtteil Junkernhees gehörte. Die Orte waren Teil des damaligen Amtes Ferndorf.

### Wappen
| Wappen der ehemaligen Gemeinde Osthelden, Kreis Siegen | Blasonierung: „In Rot über einem goldenen (gelben) Schildfuß, darin ein blaues Hifthorn, ein silberner (weißer) Balken; im Schildhaupt zwei silberne (weiße) Mühleisen.“ |
| Wappen der ehemaligen Gemeinde Osthelden, Kreis Siegen | Wappenbegründung: Das Wappen wurde am 27. Mai 1939 vom Oberpräsidenten der Provinz Westfalen genehmigt. Das Hifthorn entstammt Gerichtssiegeln der Gemeinden Ferndorf und Krombach aus dem Jahre 1470. Der obere Teil des Wappens zeigt die Symbole der Ritter von der Hees, deren Schloss Junkernhees in der Gemarkung Osthelden liegt. |

## Persönlichkeiten
- Hans Jürgen Fink (* 1942), Journalist
- Andreas Kuhl (* 1979), deutscher Ju-Jutsu-Sportler und dreifacher Weltmeister